# エヴァンジェリン姫シリーズ
『エヴァンジェリン姫シリーズ』（エヴァンジェリンひめシリーズ）は、遠藤淑子による日本の読み切りおよび短編の連作からなる漫画シリーズ。1985年から1991年にかけ、『別冊花とゆめ』、『花とゆめ』（白泉社）などに掲載され、同社の花とゆめコミックスから『王室スキャンダル騒動』、『南から来たインディラ』ならびに『夢みる佳人』の3冊が発売された。
長らく入手困難であったが、復刊を希望する声により、2002年に白泉社文庫から『王室スキャンダル騒動』のタイトルで3冊をまとめる形で文庫化し、復刊された（全1巻）。文庫版には作者によるまえがきとあとがきが収められている。

## あらすじ
ヨーロッパの架空の小国・エッシェンシュタイン公国。この国の王女・エヴァンジェリン姫はオーソンをはじめとした執務官たちを巻き込んで次々騒動を巻き起こしていく。

## シリーズタイトル一覧
（括弧内は掲載号）
- 大さわぎのウェディングマーチ（昭和60年 別冊花とゆめ夏の号）
- 波乱ぶくみのイブ（昭和61年 別冊花とゆめ冬の号）
- 王室スキャンダル騒動（昭和61年 別冊花とゆめ夏の号）
- お姫様のワルツ（昭和61年 別冊花とゆめSPECIAL）
- 王女様とたわし（昭和62年 別冊花とゆめ冬の号）
- もしかしてSF（昭和62年 別冊花とゆめ春の号）
- 4月の魚（昭和62年 花とゆめSPECIAL 5月10日号）
- 南から来たインディラ（昭和62年 別冊花とゆめ夏の号）
- アルト…（昭和62年 別冊花とゆめ秋の号）
- 魔女の家（昭和63年 別冊花とゆめ冬の号）
- 星はなんでも知っている（昭和63年 別冊花とゆめ春の号）
- 夢みる佳人（平成3年 花とゆめ12・14号）
- 故郷の人々（平成3年 花とゆめ16号）
- 巻末劇場（花とゆめコミックス「夢みる佳人」描き下ろし）
- エッシェンシュタイン便り（白泉社文庫「王室スキャンダル騒動」描き下ろし）

## エッシェンシュタイン公国
ヨーロッパにある架空の小国。地理的にはスイスと国境を接している。国名や登場人物の名前などからドイツ語圏であると推測される。戦争のどさくさに紛れて独立したため、土地を選ぶ余裕もなく、国土は山がち。
国家元首はエヴァンジェリンの父親である王だが、病弱なためエヴァンジェリンが王の公務や行政のトップなどを代行しており、実質的なトップはエヴァンジェリン。
主要産業は牧畜と観光。牧歌的であるが、他に目立った産業がないため経済的には困窮している。ただし一方で施政方針として牧歌的な雰囲気を守ろうとしており、工業化には積極的でない。また、軍隊は持たず（予算面から持てず）、他国との軍事同盟なども結んでいない。国営スキー場の経営や、国有林の存在から、産業は国営企業が中心である模様。
乏しい国家財源を何とか確保しようと画策しているが、エヴァンジェリンが発案した免罪符の発行は教会に拒絶され、国土の風が強いのを利用して、風力発電を収入源にしようと計画したが、強風に風車の耐久性が追いつかず断念している。居城エッシェンシュタイン城の拝観が最大の収入源であり、「大さわぎのウェディングマーチ」騒動の爆発で、城に温泉が噴き出したのも貴重な観光資源となっている（温泉記念日も設定され、一周年に城に旗も立っている）。職員達が内職もやっているが、焼け石に水である。

## 主な登場人物
エヴァンジェリン姫
本作のヒロイン。エッシェンシュタイン公国第一王女。
気さくで前向きだが破天荒なトラブルメーカー。ただし「税金で養ってもらっている」など王女としての自覚はあり、たとえ王室に敵対する行動をとる犯罪者であっても「罪を償った後に帰ってくる場所を残しておく」という寛容さも持っている。
大学は国外留学だが、本国が財政難のため単位をとりまくって2年で卒業。幼い頃、母親とは死別しており父子家庭。
ダンスが苦手で、舞踏会の度に訓練を受けるがその都度忘れており、マイムマイムしか踊れない。
アルバート・オーソン
エッシェンシュタイン公国の執務官。アイルランド出身。家族構成は父・チャールズ、母・キャロライン、長姉・メアリー、次姉・ローラ、妹・キャリー、妹・グレース（元ネタは「大草原の小さな家」。いずれも本編には登場しない）。
もとは大学在学時に旅行者としてエッシェンシュタインに訪れた際にエヴァンジェリンとともに事件に巻き込まれ（「大さわぎのウェディングマーチ」）、後にエッシェンシュタインの執務官として就職する。その後は一番若手だという理由でエヴァンジェリンのお付き（お目付役）を担わされることが多い。
執務室長たちの策略により、エヴァンジェリンと結婚させられそうになったこともある。なお、文庫版におけるおまけ漫画「エッシェンシュタイン便り」によると、エヴァンジェリンとオーソンは男女関係になることはないとのこと。
執務室長（しつむしつちょう）
エヴァンジェリンを支えエッシェンシュタインの行政を担っていると推測される執務官のトップ。オーソンの上司。メガネをかけた中年。
エヴァンジェリンが騒動を起こすたびに卒倒している。
ルドルフ
エッシェンシュタイン国王であるエヴァンジェリンの父。病弱のため公務・政治などはエヴァンジェリンにまかせ療養生活を送っている。
「アルト…」では、隠し子疑惑に揺れたことがある。
クラウゼ
執務官の一人。「魔女の家」で名前が判明した際、イエーガーとともに名前が登場したことを喜んでいた。
イエーガー
執務官の一人。「魔女の家」で名前が判明した際、クラウゼとともに名前が登場したことを喜んでいた。

## 動物
遠藤淑子作品の特徴から、本シリーズにも沢山の動物が客演している。
シカ
「王室スキャンダルナイト」に登場した鹿｡ブランシェ伯爵の狩りの獲物であったが、咄嗟に姫が庇うことで一命を取り留めた。
馬
「王室スキャンダルナイト」で登場したブランシェ伯爵の馬。重傷で出血多量のオーソンを運ぶ姫一行の前に現れる。姫はこの前助けた鹿が「伯爵の姿を借りて恩返しをしたくれた」と述べ、有り難く使用する。
牛、その他家畜
本シリーズには沢山の牛が登場するが、代表格は「もしかしてSF」や「星はなんでも知っている」に登場するホルスタイン種のハインリヒ。
「もしかしてSF」では牛の大暴走でテロ集団を壊滅させたが、乳牛に危険にことはさせられないと、多くは、人間や他の家畜に白黒斑点模様に塗った代役だった。その内、テロ組織の重要文書をヒツジに食べて証拠隠滅してしまうが、姫は「これは牛だ。牛は紙なんか食べない｡だから私らは隠滅なんかしてない」との論法で押し切った。「夢見る佳人」にもホルスタインが姫のダンスパートナーとして登場するが、ハインリヒだと明記されていないので正体は不明。
インディラ
「南から来たインディラ」のタイトルにもなったインド象。森でに迷い象になっていた際、姫が連れ帰って中庭で密かに飼っていた。
実は牙に重大な物が隠されており、姫は三つの勢力の争奪戦に巻き込まれる。
アルプスアイベックス
帰国してしまったインディラの代わりに、姫が飼育しようとした急峻な山腹をも登る、アイベックス種のヤギ。「南から来たインディラ」の巻末に登場。
山と同じ行動をして城で施設破壊を繰り返したため、城内関係者に敵を作って僅か1話（「アルト…」冒頭）で山へ返されてしまう。
化石
「故郷の人々」に登場。エッセンシュタイン山中で発見された古代生物の化石。恐竜だと信じて名物にしようと企んだが、残念ながら正体はトカゲだった。

## 書誌情報
花とゆめコミックス
1. 王室スキャンダル騒動 1987年11月発売、ISBN 978-4592114079
2. 南から来たインディラ 1988年11月発売、ISBN 978-4592114086
3. 夢見る佳人 1992年9月発売、ISBN 978-4592114093

白泉社文庫
1. 王室スキャンダル騒動　2002年9月発売、ISBN 978-4592886020